# المتحف الوطني لتاريخ وثقافة الأميركيين الأفارقة
المتحف الوطني لتاريخ وثقافة الأميركيين الأفارقة (بالإنجليزية: National Museum of African American History and Culture، أي NMAAHC باختصار) هو متحف مؤسسة سميثسونيان تأسس شهر ديسمبر 2003. مبني المتحف وصممه ديفيد أدجاي هو يقع في منتزه ذا ناشونال مول في واشنطن العاصمة. يحوي ما يقارب 37 ألف قطع أثرية في مجموعته تتعلق بمواضيع مثل المجتمع والعائلة والفنون البصرية والمسرحية والدين والحقوق المدنية والعبودية والعزل العنصري.

## روابط خارجية
- المتحف الوطني لتاريخ وثقافة الأميركيين الأفارقة على موقع الموسوعة البريطانية (الإنجليزية)